# Athyrma mixosema
Athyrma mixosema là một loài bướm đêm trong họ Erebidae.